# Примара в глибині
«Примара в глибині» (англ. «Phantom Below», також англ. «Tides of War» або англ. «USS Poseidon: Phantom Below») — американський драматичний художній фільм-бойовик 2005 року режисера Браяна Тренчард-Сміта.

## Сюжет
Американський підводний човен під командуванням Френка Гейблі був атакований ворожою субмариною, яку не виявив гідролокатор. У бою американський корабель був сильно ушкоджений та кілька членів екіпажу загинули. Командера Гейблі піддають військовому суду. Але його поновлюють на службі, щоб він виконав секретну місію, яка ускладнена політичними відносинами між Північною Кореєю та Китаєм. До того ж цього разу йому довелося працювати під тиском лейтенанта Клер Тріфолі, брат якої загинув у підводному човні, яким керував Гейблі.

## У ролях
| Актор         | Роль                                |
| ------------- | ----------------------------------- |
| Едріан Пол    | командер Френк Гейблі               |
| Кетрін Дент   | лейтенант Клер Тріфолі              |
| Майк Дойл     | лейтенант-командер Том І. Палатоніо |
| Метт Батталья | командуючий човном Діззі Мклоун     |
| Марк Деклін   | капітан Галассо                     |
| Кент Мак-Корд | віце-адмірал Соммервілль            |
| Ейтан Крамер  | старшина Баклі                      |
| Айлін Грубба  | Ребекка Мелоун                      |
| Еяль Поделл   | старшина Мюррей                     |

## Створення фільму

### Виробництво
Зйомки фільму проходили на острові Оаху, Гаваї, США.

### Знімальна група
- Кінорежисер — Браян Тренчард-Сміт
- Сценаристи — Стівен П. Джарчов, Марк Сандерсон
- Кінопродюсер — Браян Тренчард-Сміт
- Композитор — Девід Рейнольдс
- Кінооператор — Пол Аткінс
- Кіномонтаж — Майкл Сталберг
- Художник-постановник — Фу Дінг Ченг
- Артдиректор — Гейден де Мезоннев Єйтс
- Художник з костюмів — Конні Капос
- Підбір акторів — Велорі Массалс[1].

## Сприйняття
Фільм отримав негативні відгуки. На сайті Rotten Tomatoes оцінка стрічки становить 29 % від глядачів із середньою оцінкою 3,0/5 (1 442 голоси). Фільму зарахований «розсипаний попкорн» від глядачів, Internet Movie Database — 4,9/10 (497 голосів).